# Alexander (Nova York)
Alexander és una població dels Estats Units a l'estat de Nova York. Segons el cens del 2000 tenia 481 habitants.

## Demografia
Segons el cens del 2000, Alexander tenia 481 habitants, 172 habitatges, i 121 famílies. La densitat de població era de 422,1 habitants/km².
Dels 172 habitatges en un 41,3% hi vivien nens de menys de 18 anys, en un 58,1% hi vivien parelles casades, en un 5,8% dones solteres, i en un 29,1% no eren unitats familiars. En el 23,3% dels habitatges hi vivien persones soles el 10,5% de les quals corresponia a persones de 65 anys o més que vivien soles. El nombre mitjà de persones vivint en cada habitatge era de 2,8 i el nombre mitjà de persones que vivien en cada família era de 3,3.
Per edats la població es repartia de la següent manera: un 33,3% tenia menys de 18 anys, un 6,9% entre 18 i 24, un 31,4% entre 25 i 44, un 17,5% de 45 a 60 i un 11% 65 anys o més.
L'edat mediana era de 33 anys. Per cada 100 dones de 18 o més anys hi havia 98,1 homes.
La renda mediana per habitatge era de 51.528 $ i la renda mediana per família de 60.000 $. Els homes tenien una renda mediana de 42.917 $ mentre que les dones 21.071 $. La renda per capita de la població era de 26.837 $. Cap de les famílies i el 0,8% de la població estaven per davall del llindar de pobresa.

## Personatges il·lustres
- Al Keller (1920 - 1961), pilot de curses automobilístiques